# Albrecht Josefsen
Albrecht Josef Ananias Lars Mikael Josefsen (20. března 1857, Maniitsoq –11. listopadu 1921, Niaqornat]) byl grónský katecheta a zemský rada zasedající v první severogrónské zemské radě.

## Životopis
Albrecht Josefsen byl synem Enoka Ezry a jeho manželky Sary Marie, jeho pravnukem byl rybář a zemský rada stejného jména Alibak Josefsen (1925–1987).
Albrecht se narodil v Maniitsoqu v Jižním Grónsku, ale později se přestěhoval do Severního Grónska, kde působil jako katecheta v Niaqornatu. V letech 1911 až 1916 zasedal v první severogrónské zemské radě. Zemřel v Niaqornatu v roce 1921 ve věku 64 let, pravděpodobně na infarkt.